# Viktor Medvedtjuk
Viktor Medvedtjuk (ukrainska: Віктор Володимирович Медведчук); født 7. august 1954 i Krasnojarsk, Russiske SFSR, Sovjetunionen) er en ukrainsk oligark og politiker.

## Biografi
Medvedtjuk har siden den ukrainske uafhængighed i 1991 været dybt involveret i ukrainsk politik. Han har været medlem af parlamentet. Fra 2002–2005 var han chef for det ukrainske præsidentkancelli under Leonid Kutjma. Den 5. november 2018 blev han valgt til formand for det politiske råd i partiet For Livet, som er et parti, der er slået sammen med Bojkos/Firtasjs fraktion af Oppositionblokken. Han arbejder for at gøre Donbass til en autonom region inden for Ukraine og at tilføje dette til den ukrainske konstitutionen. Han lægger også vægt på at normalisere relationerne til Rusland.
USA har indført sanktioner mod Viktor Medvedtjuk efter den russiske annektering af Krim for den rolle han har spillet i forbindelserne mellem separatistenklaverne og Rusland. Den ukrainske politifuldmægtige indledte i 2019 en undersøgelse af ham på grund af anklager for forræderi og separatisme. Anklagen mod Medvedtjuk bygger på hans forslag om, at Ukraine giver Donbass-regionen uafhængighed, så Donbass får sit eget parlament.
I 2018 investerede Medvedtjuk i ukrainske medier og har gennem forretningsforbindelser købt sig ind i Channel 112 og NewsOne, som er blandt de mest populære tv-kanaler i Ukraine. Han kontrollerede tidligere tv-kanalen 1+1.
14. maj 2021 blev han sat i husarrest, mistænkt for højforræderi og ulovlig udnyttelse af naturressourcer på det russisk-besatte Krim. 27. februar 2022 undslap han husarresten.
Den 12. april 2022 rapporteredes det, at Viktor Medvedtjuk var arresteret af de ukrainske myndigheder, og der blev delt et fotografi af ham iført camouflageuniform og håndjern.

## Privat
Medvedtjuk ejer superyachten Royal Romance, som kostede ham omkring 180 millioner euro.

## Eksterne links
- Profil på Korrespondent

- Wikimedia Commons har flere filer relateret til Viktor Medvedtjuk